# Carlotta Brianza
Carolina Alice Brianza detta Carlotta Brianza (Milano, 1º aprile 1865 – Clichy, 25 giugno 1938) è stata una ballerina italiana.

## Biografia
Avviata giovanissima alla danza, si formò alla Scuola di Ballo della Scala di Milano (impostata tra il 1837 e il 1850 dal maestro Carlo Blasis) e in breve tempo ne divenne la Prima Ballerina.
Poco più che ventenne, tra il 1887 ed il 1888, dopo una tournée negli Stati Uniti d'America dove ebbe un ruolo nel celebre balletto Excelsior, si recò a San Pietroburgo dove, nella compagnia del Balletto Mariinsky del Teatro Imperiale, interpretò il ruolo della Principessa Aurora in La bella addormentata con la coreografia di Marius Petipa e la musica di Piotr Ilič Čaikovskij. Questo ruolo fu tra i più significativi della sua carriera. Celebrata per il suo stile pulito, che si discostava dal virtuosismo manieristico della scuola italiana, si trasferì a Parigi nel 1921, dopo essersi prodotta a Londra con i Balletti Russi, sotto la direzione di Sergej Pavlovič Djagilev che la chiamò personalmente per averla nel ruolo di Carabosse della Bella addormentata.
Morì nel 1938 a Clichy.